# 118 км (зупинний пункт, Запорізька дирекція Придніпровської залізниці)
118 км — зупинний пункт Запорізької дирекції Придніпровської залізниці на неелектрифікованій лінії Федорівка — Верхній Токмак II між станціями Федорівка (11 км) та Світлодолинська (6 км). Розташований поблизу села Троїцьке Мелітопольського району Запорізької області.

## Пасажирське сполучення
З 18 березня 2020 року на зупинному пункті 118 км припинено рух приміських поїздів сполученням Федорівка — Верхній Токмак.